# Hirosima prefektúra
Hirosima prefektúra (広島県; Hepburn: Hiroshima-ken) Japánban, Honsú szigetén, a Csúgoku régióban fekszik. Fővárosa Hirosima. Népessége 2,9 millió körül van.

## Történelem
Hirosima területe korábban Bingo és Aki tartomány része volt. Japán történelmének kezdetétől kulturális és kereskedelmi központ volt. A Cúgoku régió tradicionális központja és a Móri klán székhelye volt egészen a Sekigaharai csatáig.
Hirosima ad otthont két UNESCO világörökségi helyszínnek:
- A hirosimai Atombomba-dóm egyike azon kevés épületeknek, amik megmaradtak az 1945-ös Hirosimai atombomba támadás után.
- A Icukusimai szentély, ami arról híres, hogy a dagály idején elönti a víz és úgy tűnik, mintha lebegne.

## Földrajz
Hirosima prefektúra a Csúgoku régió közepén fekszik. A prefektúra nagy része hegyekből áll, amik a Simane prefektúrához vezetnek; és a folyók gazdag síkságokat alakítanak ki a tengerparthoz közel.
Sikoku régió szemben helyezkedik el Szeto-beltengerrel. A Hirosima-öböl pedig a beltengerre nyílik. A prefektúra sok apró szigetet is magába foglal.
A beltenger védett környezete teszi lehetővé Hirosima enyhe klímáját.
2014. április elseje óta a prefektúra teljes szárazföldi területének 4%-át nemzeti parknak nyilvánították. Név szerint: Szetonaikai Nemzeti Park, Hiba–Dógo–Taisaku tájvédelmi körzet és Nisi-Cúgoku Sancsi tájvédelmi körzet; valamint hat Prefektúrai Nemzeti Park.

### Városok
- Hirosima prefektúra térképe
- Fukujama
- Onomicsi
- Higasihirosima
- Mihara

Hiroshima prefektúra tizennégy városa:
| - Akitakata - Etadzsima - Fucsú - Fukujama | - Hacukaicsi - Higasihirosima - Hirosima (főváros) - Kure | - Mihara - Mijosi - Onomicsi | - Ótake - Sóbara - Takehara |

### Kisvárosok és falvak
A körzetek városai:
| - Aki körzet - Fucsú - Kaita - Kumano - Szaka | - Dzsinszeki körzet - Dzsinszekikógen - Szera körzet - Szera | - Tojota körzet - Ószakikamidzsima - Jamagata körzet - Akióta - Kitahirosima |

## Gazdaság
Hirosima fő iparágai közé tartozik a gépkocsi (a Mazda székhelye is) és a hajóépítés. (Kure volt az egyik központja a Japán Császári Haditengerészetnek és azóta is jelentős kereskedelmi pont).

## Oktatás

### Egyetemek
| - Hirosima Egyetem - Hirosima Szudo Egyetem - Hirosima Prefektúrai Egyetem - Hirosimai Közgazdasági Egyetem - Hirosima Nemzetközi Egyetem - Hirosima Bunka Gakuen Egyetem - Hirosima Bunkjo Női Egyetem | - Hirosima Kozmopolita Egyetem - Hirosima Műszaki Egyetem - Hirosima Kokuszai Gakuin Egyetem - Hirosima Városi Egyetem - Hirosima Dzsogakuin Egyetem - Hidzsiyama Egyetem - Elizabet Zeneművészeti Egyetem | - Fukujama Egyetem - Fukujama Városi Egyetem - Fukujama Heiszei Egyetem - Jaszuda Női Egyetem - Onomicsi Városi Egyetem - Japán Partiőrség Akadémia |

## Közlekedés

### Vasúti közlekedés
- JR West
  - Szanyo Sinkanszen
  - Szanyo Főútvonal
  - Kabe vonal
  - Kure vonal
  - Geibi vonal
  - Fukuen vonal
- Ibara Railway

### Egyéb vasúti vonal
- Astram Line
- Skyrail Service

### Villamos
- Hirosima Electric Railway

### Útvonalak

#### Gyorsforgalmi útvonalak
| - Csúgoku gyorsforgalmi - Szanyo gyorsforgalmi - Simanami gyorsforgalmi - Hamada gyorsforgalmi | - Onomicsi gyorsforgalmi - Hirosima gyorsforgalmi (Nyugat Japán Gyorsforgalmi Vállalat) - Hirosima gyorsforgalmi (városi gyorsforgalmi) |

#### Nemzeti autópályák
| - 2-es főútvonal - 31-es főútvonal - 54-es főútvonal - 182-es út - 183-as út - 185-ös út - 186-os út | - 191-es út - 261-es út - 313-as út - 314-es út - 317-es út - 375-ös út - 432-es út | - 433-as út - 434-es út - 486-os út - 487-es út - 488-as út |

### Kikötők
- Kure Kikötő
- Hirosima Kikötő
- Mihara Kikötő
- Onomicsi Kikötő
- Fukujama Kikötő

### Repülőterek
- Hirosimai repülőtér

## Sportok
Hirosimai sportegyesületek.

### Foci
- Sanfrecce Hirosima (Hirosima város)

### Baseball
- Hirosima Tojo Carp (Hirosima város)

### Röplabda
- JT Thunders (Hiroshima város)

## Turisztikai látványosságok
| - Hirosimai Atombomba-dóm - Hirosima kastély - Szukukeien kert - Mitaki templom - Icukusimai szentély - Momidzsi-dani park - Misen-hegy | - Mijadzsima Akvárium - Szenkó-dzsi templom - Dzsodo-dzsi templom - Szaikoku-dzsi templom - Onomicsi Városi Művészeti Múzeum - Fukujama kastély |

## Híres fesztiválok és események
| - Onomicsi Parti Fesztivál - Áprilisban - Hirosima Virág Fesztivál - Május 3-5-ig - Fukujama Rózsa Fesztivál - Májusban - Enrjudzsi Tokaszan Fesztivál - Júniusban | - Onomicsi-i Gion Fesztivál - Júliusban - Innosima Vízi Fesztivál - Augusztusban - Mijadzsima Vízalatti Tűzijáték Fesztivál - Augusztus 14. - Miharai Jassza Fesztivál - Augusztusban | - Szaidzso Szake Fesztivál - Októberben - Onomicsi Becher Fesztivál - November 3. - Hirosima Ebiszu Fesztivál - November 18-20. |

## Fordítás
- Ez a szócikk részben vagy egészben  a   Hiroshima Prefecture című angol Wikipédia-szócikk fordításán alapul.  Az eredeti cikk szerkesztőit annak laptörténete sorolja fel. Ez a jelzés csupán a megfogalmazás eredetét és a szerzői jogokat jelzi, nem szolgál a cikkben szereplő információk forrásmegjelöléseként.